# Beniamino D'Andrea
Beniamino D'Andrea (Chieti, 1827 – Chieti, 1910) è stato un medico e patriota italiano.
Beniamino D'Andrea laureato in medicina fu fervente patriota. Fratello di Giovanni, fu condannato al carcere per la sua attività insurrezionale durante la prima guerra di indipendenza del 1848 e riacquistò la libertà solo nel 1852, ma restando a domicilio coatto fino al 1860. 
Fu decurione di Chieti dal 1861 al 1863. Nel 1867, durante l'epidemia di colera che colpì la città, si distinse per la sua abnegazione a prestare la sua attività di medico. Questo gli valse una Medaglia d'argento del Consiglio Provinciale quale benemerito della salute pubblica.

## Scritto
- Exposition historique des maladies à fond nerveux, Chieti, 1865.